# 住宅改造博覧会
住宅改造博覧会（じゅうたくかいぞうはくらんかい）は、大阪府豊能郡箕面村（現・箕面市桜ケ丘）で1922年（大正11年）9月21日 - 11月26日の期間、社団法人日本建築協会主催で開催された日本の博覧会、および現存するその跡地。
別名、桜ケ丘住宅改造博覧会、桜ケ丘二丁目大正住宅博覧会、大正住宅博覧会など。

## 概要
当時の関西地方の主要建築会社が所属する日本建築協会所属の建築会社各社および主催の日本建築協会が桜ケ丘二丁目6 - 7番地、面積約14ヘクタールの敷地に洋館25館の実物住宅を展示。博覧会の終了後、居住住宅として一般に分譲されたもの。1988年（昭和63年）当時で13棟、2009年（平成21年）現在9棟が102年172日間現存しており、大阪市では「大正時代の洋風住宅がまちなみとして残る全国でも貴重な住宅地」と紹介しているほか、一部は都市景観形成建築物および登録文化財に登録されている。
日本の一般中流階級のモデルおよび住宅改良運動を通した和洋折衷が推し進められた成果として建設されたため、日本の郊外住宅地の景観に溶け込むようにデザインされた。
また、箕面市都市環境部都市環境政策課で地区景観の景観形成基準が規定されており、2005年（平成17年）現在において桜ケ丘地域の建造物および敷地の利用については
- 公共公益上必要な建物で、地域の景観や居住環境の維持向上に寄与するものを除き、建築物の用途は戸建て専用住宅
- 建築物の高さは10 m以下
- 屋外広告物の原則禁止
- 敷地内に現存する樹木など植栽はできるだけ保全

などが制限されている。

## 開催の経緯
当時は大正デモクラシーでの戦時好景気の影響により、中流階級と称されるサラリーマン層が新しい都市住民として定着しはじめた時期であり、政府により住宅組合法が制定されるなどしており、住宅政策が生まれはじめた時期である。
1919年（大正8年）に文部省によって開催された生活改善展覧会では佐野利器を中心とする不良住宅地区の改良手法としての規格住宅が提案された。これを受け、翌1920年（大正9年）住宅改善調査委員会が発足、各種住宅の改善の要点が指摘された。これらは郊外住宅地の成立・椅子式生活や家族本位の間取りなどを基本コンセプトとする、いわゆる洋風化住宅を誕生させることとなった。
このような動きは関西に限らず、関東の建築協会であった建築学会主催による東京府（現：東京都）上野公園にて1922年（大正11年）3月 - 7月開催の平和記念博覧会（上野平和記念博覧会）でも文化村で展示された全14棟の住宅が大きな評判を呼んだ。
本来の住宅改造博覧会の開催は天王寺公園にて、1922年（大正11年）3月を予定していたが建築学会より上野平和記念博覧会が同時期に開催され、博覧会内で住宅実物展示をするとの意向が示され開催を延期。開催場所も1911年（明治44年）以降分譲開始されていた中流階級向け沿線住宅開発地「櫻井住宅」と隣接した豊能郡箕面村（現・箕面市桜ケ丘）を当初借用・後日分譲する形となり、それに沿う形で街路割り・庭園や生け垣なども含めて地区全体が整備された。
この展示後分譲という形について、西山夘三は「東京の文化村は公園をつかったので、博覧会終了後撤去されたが、そのまま居住者に売りつけるというのも関西流である」と述べている。
なお60日間の会期中の見学者数はこの会場が箕面という当時の大阪都心部から相当離れた場所であったにもかかわらず７万人余りに達する盛況であったという。この改造住宅博の最大の目的は見学者がこれらの住宅内に入ると、新しい時代に対応して椅子式の居室と食堂を設け、水道を引き井戸を廃し（大正時代にもコレラ、赤痢、チフスが蔓延していた）、電気を取り入れた「改造住宅」での文化生活を実感してもらおうというものであった。絵葉書となって残っている当時の写真によると、会場内には洋風2階建て（内部は和洋折衷）のモデルハウス群が街路に沿って立ち並らんでおり、その有様は現代の大規模住宅展示場や分譲開始直後のニュータウンのような趣きであり、それらの先駆けともなったと言える。

## コンペティション
また、博覧会では展示に先駆けて1922年（大正11年）8月末を期限に各建築会社による設計デザインの優劣を競うコンペティションが行われ、その内容は以下に示す制限が課された。
1. 種類 = 市街地に於ける一戸建住家
2. 制限：市街地建築物法の制限に適合するものたるべし
3. 家族 = 主人、主婦、老人一、子供二、女中一、計六人
4. 敷地 = 
（イ）敷地は前面のみ道路（幅員4間）に面し間ロ5間以下とす
（ロ）敷地面積50坪
5. 建物 = 
（イ）二階建
（ロ）延坪35坪以内
6. 建築費 = 約6千円（門培庭園費を含まず）当選図案は実物建設の予定なるを以て経費増大の見込あるものは入漏せず
7. 構造及様式＝前各項の範囲内に於て自由とす

同年『建築と社会』9月号にてコンペティション当選の発表が行われ、応募総数118通、10作品が当選、うち4作品を元にした住宅が実際に博覧会会場で建設展示された。

## 出品作品
- 日本建築協会（主催）- 8戸
- 竹中工務店、大林組、片岡建築事務所 - 各2戸
- 大阪橋本組、鴻池組、銭高組、清水組大阪支店、横田組、田村地所部、大阪住宅経営株式会社、葛野建築事務所、横河時介、あめりか屋、眞水三橋建築事務所 - 各1戸

合計25戸。
なお、上記コンペで第1等を受賞し、日本建築協会により施行、出品された1棟（ミッション様式　谷本甲子三設計）は国登録文化財に登録され、現存している。